# Slovácký verbuňk

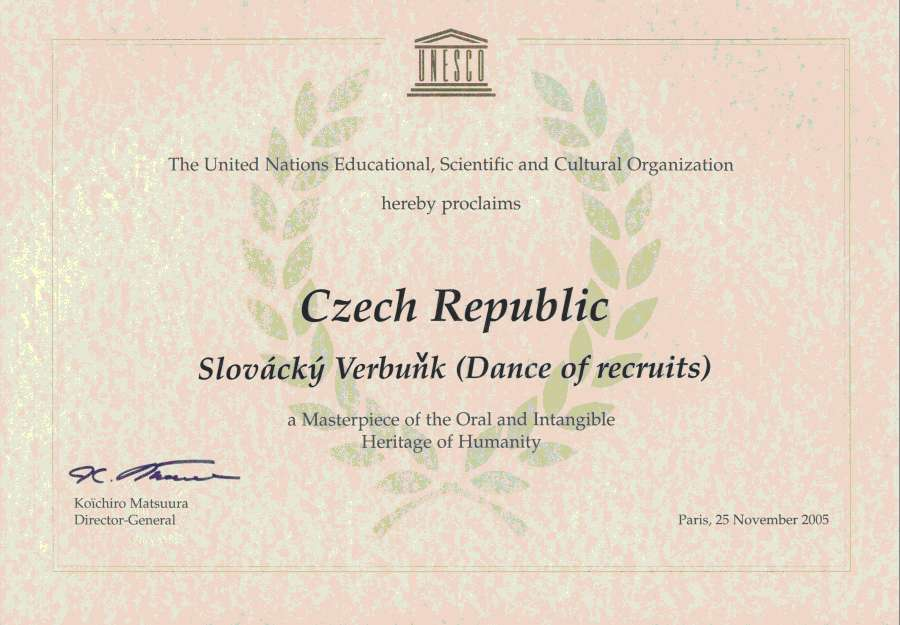
UNESCO, Parijs, 25 november 2005

Slovácký verbuňk of de dans van de rekruten is een geïmproviceerde dans, opgevoerd door jongens en mannen in Zuid-Moravië en Zlín in Tsjechië. Het woord verbuňk naam van de dans komt van het Germaanse Werbung, werving, slovácký is afgeleid van de regio Slovácko.
Een lied wordt gezongen en de bewegingen zijn in het begin langzaam, daarna wordt de dans sneller. De choreografie staat niet vast. Individuele expressie is toegestaan en een springcompetitie maakt deel uit van de dans. Elke danser beweegt op zijn eigen manier. 
Er zijn zes verschillende regionale types van Slovácký verbuňk, met zeer verschillende dansritmes. De dansen blijven zich ontwikkelen en vormen een belangrijk onderdeel van de lokale gebruiken, ceremonies en feesten.
Sinds 2005 staat Slovácký verbuňk vermeld op de Lijst van Meesterwerken van het Orale en Immateriële Erfgoed van de Mensheid van UNESCO.